# Italië-politiek
Met de term Italië-politiek bedoelt men de op Italië gerichte politiek van enkele heersers tegenover de Italiaanse (stads)staten.
In de mediëvistiek wordt hier in het bijzonder de politiek van de Rooms-Duitse keizer uit de middeleeuwen bedoeld, die vooral op Rijksitalië was gericht (de Rooms-Duitse keizer maakte sinds Otto de Grote aanspraak op de troon van Italië). Een algemeen gangbare Italië-politiek van de Rooms-Duitse heerser is er nooit echt geweest, maar wel de pogingen om uit de Rijksrechten (regaliën) munt te slaan en de heerschappij van de keizer in Italië te doen gelden. Meestal, maar niet altijd, ging de keizerlijke Italië-politiek met militaire acties gepaard. Voorbeelden van dergelijke Italië-politiek zijn Frederik I Barbarossa (tegen de Lombardische Liga en paus Alexander III) en Hendrik VII (strijd tussen de Welfen en Ghibellijnen).